# Wacław Oyrzanowski
Wacław Oyrzanowski (ur. 18 września 1903 w Zawadach, zm. 28 czerwca 1943) – starszy sierżant mechanik Wojska Polskiego.

## Życiorys
Był synem Józefa Kalasantego i Eugenii z domu Wolskiej. Od 1915 działał w polskim harcerstwie. W czerwcu 1920 jako ochotnik (gimnazjalista) zgłosił się do Wojska Polskiego i wziął udział w wojnie z bolszewikami. Od grudnia 1923 służył w 1 pułku lotniczym w Warszawie, w składzie personelu technicznego 14 eskadry lotniczej, przemianowanej później na 14 eskadrę niszczycielską, a następnie na 211 eskadrę niszczycielską nocną. W 1929 przeniesiony został do nowo powstałej 212 eskadry niszczycielskiej nocnej, przemianowanej później na 212 eskadrę bombową nocną, a później na 212 eskadrę bombową. W marcu 1939 przeniesiony został do nowo powstałej 216 eskadry bombowej. W składzie tej eskadry wziął udział w kampanii wrześniowej 1939 jako jej szef mechaników.
W październiku 1939 z Rumunii przez Jugosławię przedostał się do Grecji, a stamtąd statkiem „Pułaski” do Francji. Na początku 1940 został szefem mechaników I eskadry I/145 dywizjonu myśliwskiego „Warszawskiego”. W składzie tego pododdziału walczył w kampanii francuskiej 1940.
Po upadku Francji ewakuował się z jednostką do Wielkiej Brytanii. Wstąpił do Polskich Sił Powietrznych, otrzymał numer służbowy RAF 793495. Od lata 1940 był szefem mechaników Eskadry „A” 302 dywizjonu myśliwskiego „Poznańskiego”, pełniąc tę funkcję w okresie bitwy o Anglię. Następnie był w tym dywizjonie szefem eskadry technicznej. W grudniu 1941 został przeniesiony do 307 dywizjonu myśliwskiego Nocnego „Lwowskiego” („Lwowskich Puchaczy”) na stanowisko szefa mechaników.
27 czerwca 1943 wraz z kpt. pil. Romanem Grzanką wystartował na próbny oblot techniczny samolotu de Havilland Mosquito II nr DD644 EW-Y, dostarczonego po remoncie głównym. Wskutek awarii i pożaru silnika, podczas próby lądowania przymusowego, samolot rozbił się pod Penarth koło Swansea (Glamoran). Pilot zginął na miejscu, a mechanik zmarł nazajutrz w szpitalu. Pochowany w kwaterze lotników na cmentarzu w Pembrey, w walijskim hrabstwie Carmarthenshire.
W 2008 Wydawnictwo ZP Grupa Sp. z o.o. opublikowało zapiski wojenne Wacława Oyrzanowskiego zatytułowane „Czy starczy sił na przetrwanie?” (ISBN 978-83-61529-00-2).

## Ordery i odznaczenia
Za swą służbę otrzymał odznaczenia:
- Krzyż Walecznych (pośmiertnie)
- Medal Lotniczy – dwukrotnie